# Facultad de Comunicación de Pontevedra
La Facultad de Comunicación de Pontevedra es un centro universitario fundado en 1993 en la ciudad española de Pontevedra y con sede en el campus de A Xunqueira, en el norte de la ciudad.
La facultad pertenece al Campus Universitario de Pontevedra, integrado en el Sistema Universitario de Galicia y dependiente de la Universidad de Vigo. Oferta estudios de comunicación de grado, posgrado y doctorado.

## Historia
La Facultad de Ciencias Sociales de Pontevedra, origen de la actual Facultad de Comunicación, fue creada por el Decreto 192/1993 de la Consejería de Educación de Galicia, de 29 de julio, en su artículo 19. La titulación de Publicidad y Relaciones Públicas, única en el Sistema Universitario de Galicia, fue la primera en implantarse en la Facultad. El decano-comisario que elaboró el plan de estudios de la nueva titulación fue Alejandro Pizarroso Quintero, profesor de la  Facultad de Ciencias de la Información de la Universidad Complutense de Madrid. El plan de estudios fue aprobado el 1 de julio de 1994.
Por falta de edificio donde instalarse, la Facultad de Ciencias Sociales comenzó a funcionar en Pontevedra un año más tarde de su creación, el 10 de octubre de 1994 en un edificio provisional, el antiguo Hospicio Provincial de la calle Sierra, que había dejado libre la Facultad de Bellas Artes, donde permaneció hasta el año 2000, en que continuó su actividad en el nuevo gran edificio de la facultad construido en el Campus de A Xunqueira, obra del arquitecto santiagués José Carlos Arrojo Lois.
En 1999, mediante el Decreto 250/1999, de 9 de septiembre, en su artículo 4, se implantaron los estudios de Gestión y Administración Pública como segunda titulación universitaria a cursar en la facultad.
En mayo de 2003, la Junta de Galicia autorizó a la facultad a impartir la licenciatura de Comunicación Audiovisual y cambió el nombre de la Facultad de Ciencias Sociales por el de Facultad de Ciencias Sociales y de la Comunicación.
El 7 de julio de 2022, por el Decreto 133/2022, se creó en el campus de Pontevedra la Facultad de Dirección y Gestión Pública, en la que se imparten el Grado en Dirección y Gestión Pública y el Máster en Dirección Pública y Liderazgo Institucional, quedando desvinculados estos estudios de la Facultad de Ciencias Sociales y de la Comunicación.
El 29 de diciembre de 2022, por Decreto 230/2022 de la Consejería de Educación de Galicia, la Facultad de Ciencias Sociales y de la Comunicación pasó a denominarse Facultad de Comunicación.

## Titulaciones

### Estudios de grado
- Grado en Publicidad y Relaciones Públicas.[3][16]
- Grado en Comunicación Audiovisual.[10][16]
- Doble Grado en Comunicación Audiovisual y Publicidad y Relaciones Públicas (a partir del curso académico 2025-26).[17][18]

### Estudios de máster
- Máster Universitario en Comunicación en Medios Sociales y Creación de contenidos digitales.[16][19][20]
- Máster Universitario en Dirección de Arte en Publicidad.[21][20]

### Estudios de doctorado
- Doctorado en Comunicación.[20][16]

## Instalaciones
La Biblioteca Central del Campus de Pontevedra se halla en la primera planta de la Facultad. El edificio cuenta con dos estudios de radio y dos platós, de televisión y de cine. También cuenta con una sala de Pro Tools, donde se puede rodar una maqueta profesional, doce cabinas de edición Avid y varias aulas de informática. En la planta baja se ubica un aula de Cine.

## Actividades
La facultad acoge la Semana Crea, una semana de conferencias y actividades formativas centradas en la creatividad publicitaria y audiovisual, que tienen lugar durante el mes de abril. Se agrupan bajo el nombre de Culturkata, con la participación como ponentes de destacados profesionales como Toni Segarra, Elisa Palomino o el artista gráfico Bruno de Almeida, así como antiguos licenciados. Asimismo se realizan en la ciudad otros congresos que abordan la creatividad como objeto de investigación.
Desde 2019 se celebra todos los años en la ciudad de Pontevedra en la sede de Afundación el Congreso Flúor, centrado en la publicidad, la mercadotecnia, los medios sociales y la comunicación digital. Es el mayor evento sobre marketing digital del noroeste de España. Al congreso, articulado alrededor de ponencias, mesas redondas y talleres, han asistido ponentes de renombre de la talla de Luis Bassat, Toni Segarra o Andy Stalman.

## Cultura
A finales de abril, la fiesta mayor del Campus Universitario de Pontevedra, Santa Kata o Santa Catabirra, está dedicada a la patrona de la Facultad de Comunicación, Santa Catalina de Siena. Miles de jóvenes de toda Galicia participan en esta fiesta.

## Alumnos ilustres
- Álvaro Gago
- Alba Lago
- Diego Moldes
- Quique Morales
- Olalla Rodil

## Galería

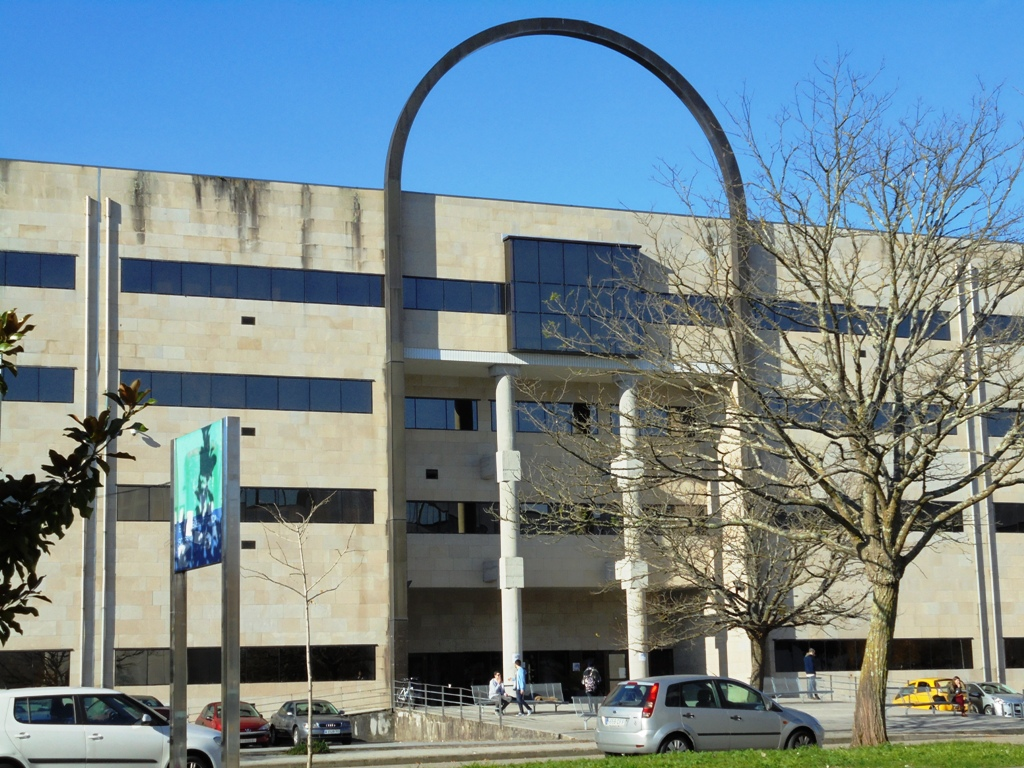
Entrada de la facultad
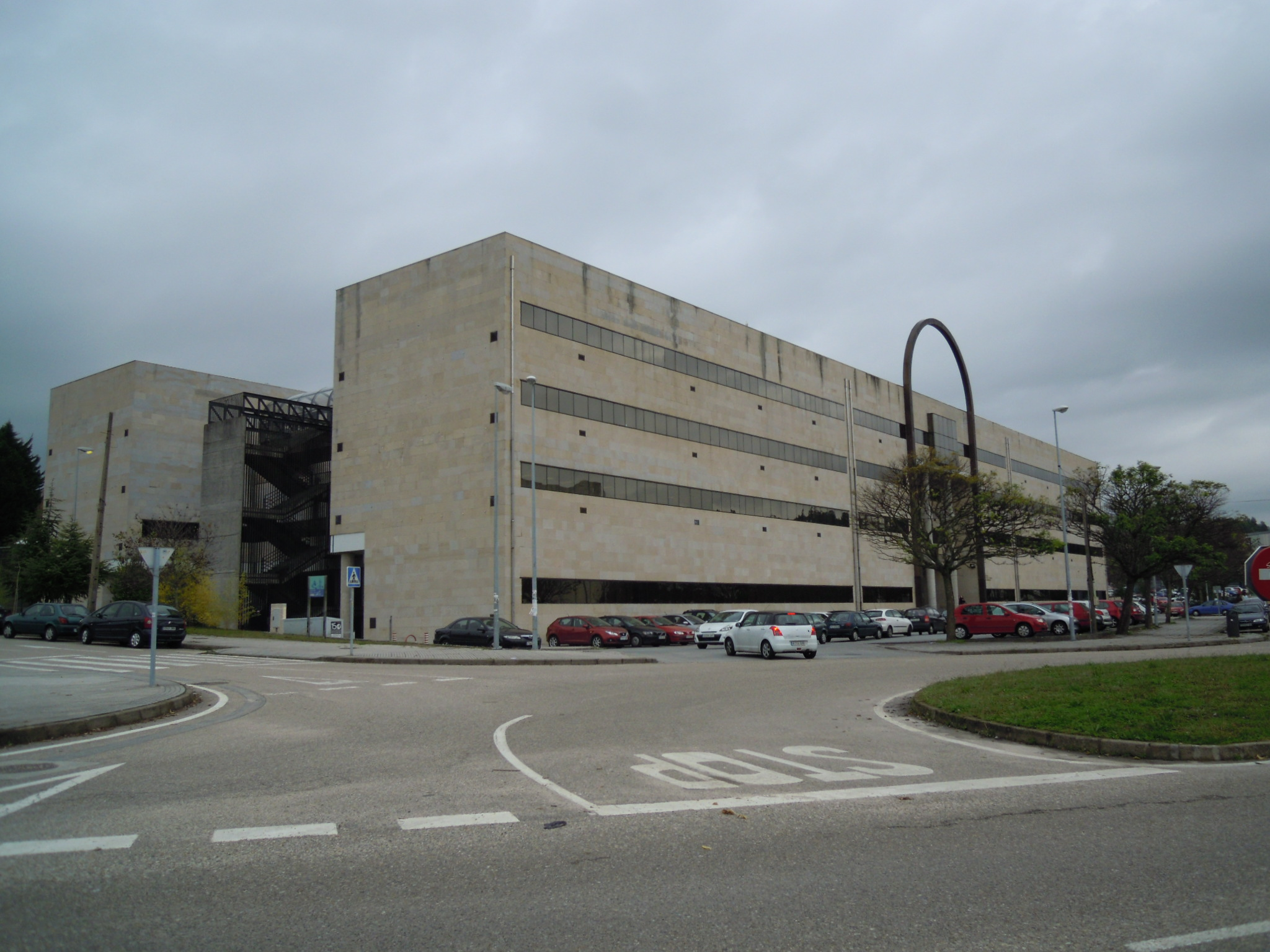
Fachada sur
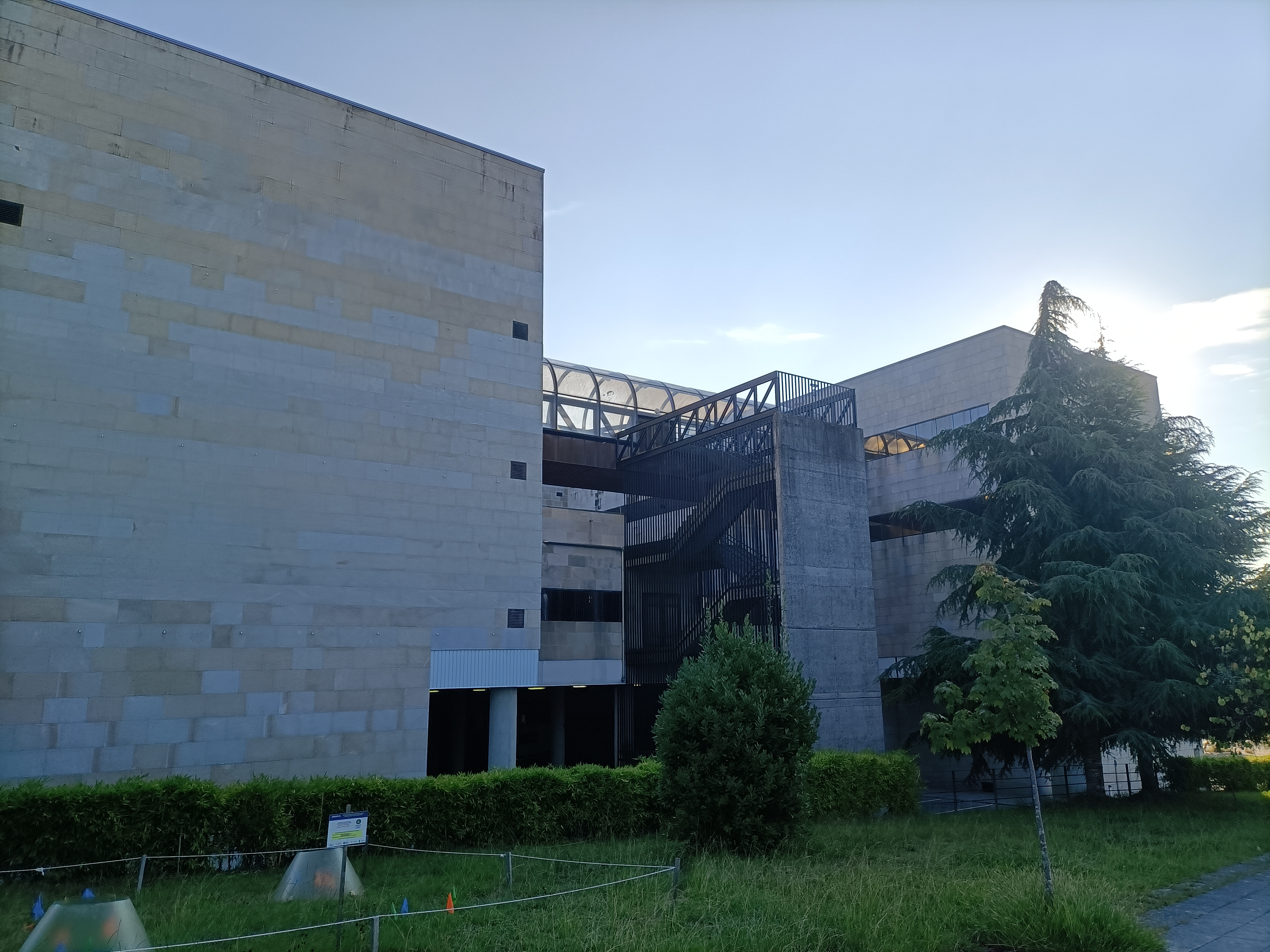
Fachada lateral suroeste
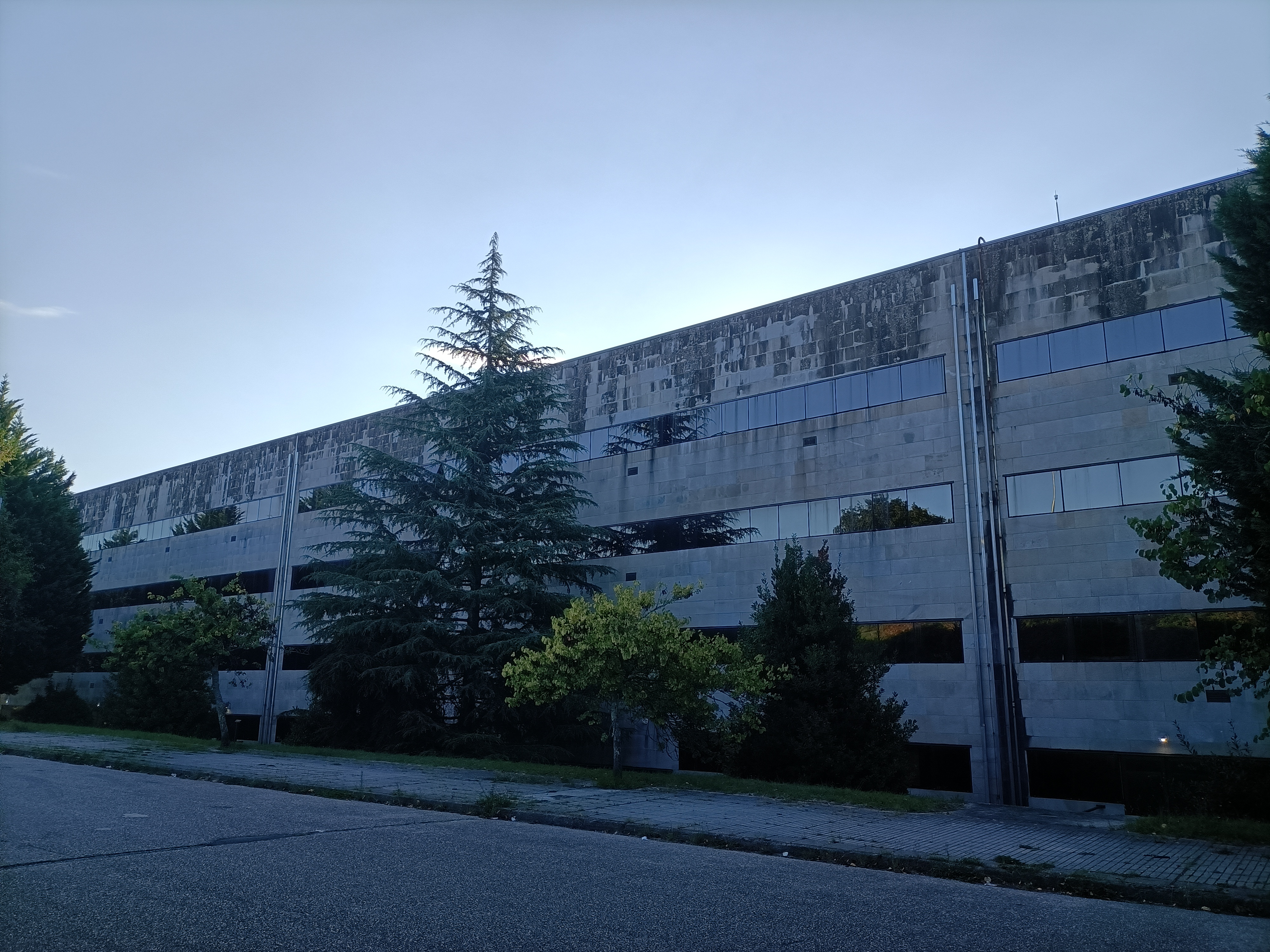
Fachada trasera de la facultad
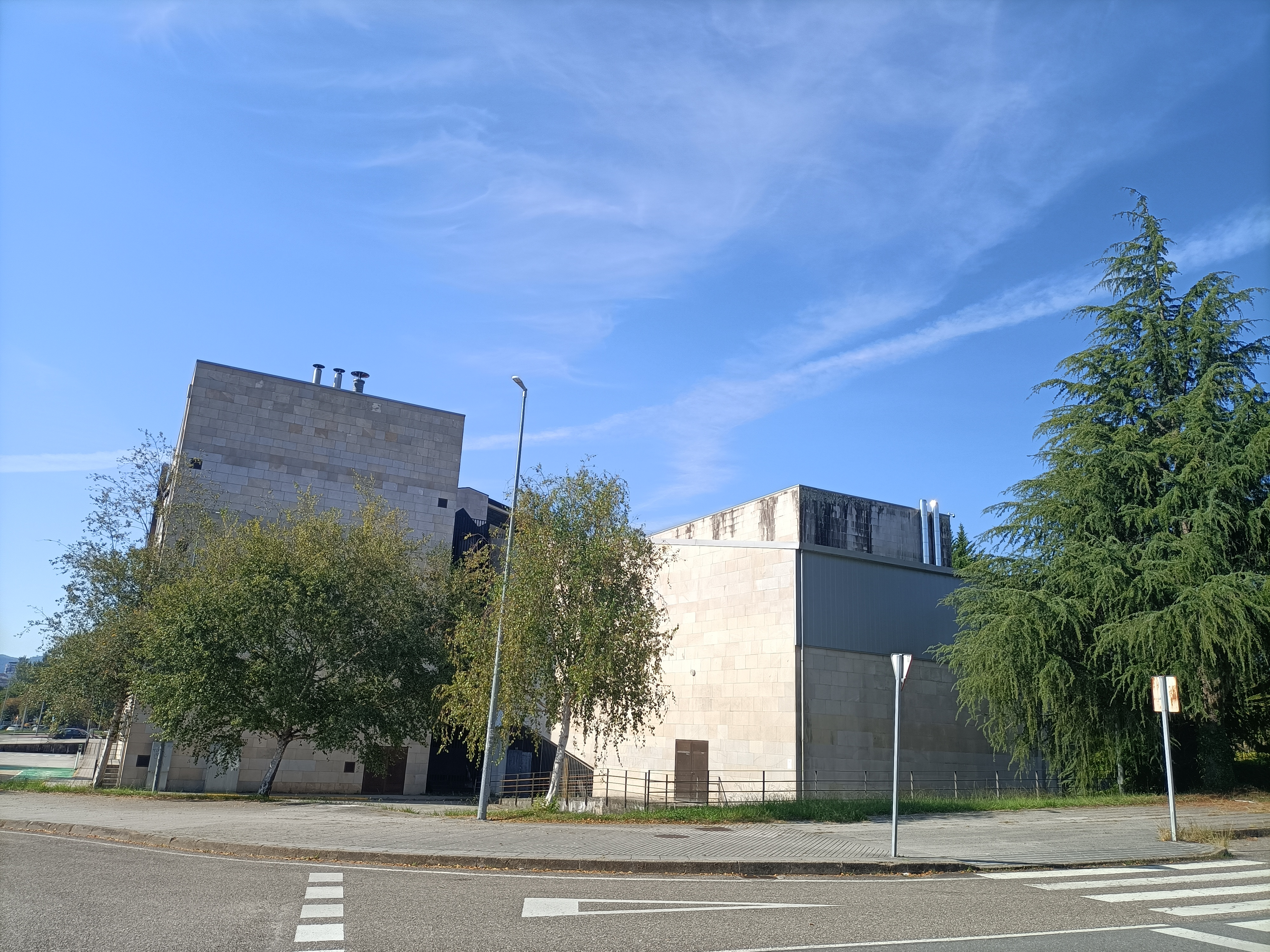
Fachada lateral noreste